# ایستگاه شیقیه
ایستگاه شیقیه یک ایستگاه مترو در خط اس ۳ متروی نانجینگ است که در قسمت شمالی جاده برنامه ریزی شده لین و قرار گرفته شده و به علت نزدیکی به رودخانه شیقی نامگذاری شده است. بعد از آن این رودخانه نام خود را از پل سنگی مورین به دست آمده که در ستون بازار تاریخ شهرستان جیانگپو در سال هفتم وان لی در دودمان مینگ سال (۱۵۷۹) ثبت شده است و تاکنون از آن استفاده می شود. بعدها این ایستگاه در تاریخ ۶ دسامبر ۲۰۱۷ به همراه خط اس۳  بازگشایی شد.  
بعدها این ایستگاه در تاریخ ۱ فوریه ۲۰۲۰ به علت شیوع کووید-۱۹ تعطیل شد و بعد از پایان همه گیری کووید ۱۹ بازگشایی شد. 

## ساختار ایستگاه
ایستگاه شیقیه به عنوان یک ایستگاه جزیره ای  دارای دو طبقه مرتفع می باشد که در طبقه نخست آن سالن ایستگاه و همچنین در طبقه دوم آن سکو ایستگاه را تشکیل می دهد.همچنین این ایستگاه دارای ۲ ورودی و ۲ خروجی است که قسمت خروجی آن با شماره ۱ مشخص شده است و این خروجی در ضلع شمالی جاده فنگزیهه قرار گرفته شده و همچنین دومین خروجی با شماره ۲ مشخص گردیده شده و این خروجی در ضلع جنوبی جاده فن زیحه واقع گردیده است.